# Eficiencia del mercado financiero
Existen varios conceptos de eficiencia para el mercado financiero.  El más discutido es la "eficiencia informacional o de precio", que  mide la velocidad con la que el precio de un activo refleja la información disponible sobre el valor de dicho activo.  Otros conceptos incluyen la "eficiencia operativa/funcional", que se relaciona inversamente a los costos que asumen los inversores para realizar las transacciones. Y la "eficiencia en la distribución", que mide hasta qué punto el mercado canaliza los fondos de los prestamistas finales a los prestatarios finales de forma tal que dichos fondos se utilicen de la manera más productiva.

## Tipos de eficiencia de mercado
Tres tipos comunes de eficiencia de mercado son: distributiva, operativa e informacional .  Sin embargo, existen otras clases de eficiencia que también son  reconocidas.
James Tobin identificó cuatro tipos de eficiencia que se podrían presentar en un mercado financiero:
1. La eficiencia del arbitraje de información
Los precios de los activos reflejan plenamente  toda la información privada disponible (el requisito menos exigente para un mercado eficiente, ya que el arbitraje incluye transacciones realizables y libres de riesgo).
El arbitraje consiste en aprovechar, mediante la negociación, las similitudes de precios de instrumentos financieros entre 2 o más mercados para generar beneficios.
Implica solo transacciones libres de riesgo y la información que se utiliza en la negociación se obtiene sin ningún costo. Por tanto, las oportunidades de beneficios no se aprovechan plenamente y  se puede decir que el arbitraje es el resultado de la ineficiencia del mercado.
Esto refleja el modelo de eficiencia semifuerte.
2. La eficiencia de valoración fundamental
Los precios de los activos reflejan los flujos esperados de los pagos asociados con la tenencia de dichos activos (si las estimaciones de los beneficios son correctas, atraen inversores).
La valoración fundamental significa menores riesgos y menos oportunidades de obtener beneficios, se refiere a la exactitud del retorno previsto de la inversión.
Los mercados financieros se caracterizan  por su previsibilidad y por sus desfases inconsistentes que siempre obligan a desviar los precios de sus valoraciones fundamentales.
Esto refleja el débil modelo de eficiencia de la información.
3. Eficiencia de la cobertura completa
Asegura la entrega continua de bienes y servicios en todas las contingencias.
4. Eficiencia Funcional/ Operativa
Los productos y servicios disponibles en los mercados financieros se suministran al menor costo y son directamente útiles para los participantes.
Cada mercado financiero incluirá una mezcla única de los tipos de eficiencia mencionados.

## Eficiencia en la distribución
Artículo principal: Eficiencia económica

## Eficiencia informacional
Artículo principal: Hipótesis del mercado eficiente

### Niveles de eficiencia informacional
En la década de 1970, Eugene Fama, definió el mercado financiero eficiente  como "un mercado en el que los precios siempre reflejan plenamente la información disponible”.
Fama Identificó tres niveles de eficiencia de mercado:
1. Eficiencia débil
Los precios de los valores reflejan instantánea y plenamente toda su información histórica de precios. Esto significa que las fluctuaciones futuras de los precios no se pueden predecir mediante el uso de precios históricos, es decir, los datos históricos sobre los precios de las acciones no sirven para pronosticar sus cambios futuros de precio. 
2. Eficiencia semifuerte
Los precios de los activos reflejan plenamente toda la información pública  disponible. Así, solo los inversores con información privilegiada adicional podrían tener una ventaja en el mercado. Cualquier anomalía en los precios se descubre rápidamente y el mercado de valores se ajusta.
3. Eficiencia fuerte
Los precios de los activos reflejan de manera plena toda la información pública y privilegiada disponible. Por lo tanto, en el mercado nadie tiene la ventaja de pronosticar los precios ya que no hay información que proporcione algún valor adicional a los inversores.

### Hipótesis del mercado eficiente (EMH, por sus siglas en inglés)
Fama También creó la hipótesis del mercado eficiente (EMH), que establece que en cualquier momento dado, los precios en el mercado ya reflejan toda la información conocida, y también cambian rápidamente para reflejar nueva información.
Por lo tanto, nadie podría tener un rendimiento mayor en el mercado mediante el uso de la información que ya se encuentra disponible para todos los inversores, excepto por suerte.

### Teoría del paseo aleatorio
Otra teoría relacionada con la hipótesis del mercado eficiente creada por Louis Bachelier es la teoría del "paseo aleatorio", que indica que los precios en los mercados financieros evolucionan de forma aleatoria.
Por lo tanto, la identificación de tendencias o patrones de cambios en los precios de un mercado no se puede utilizar para predecir el valor futuro de los instrumentos financieros.

### Evidencia

#### Evidencia de eficiencia del mercado financiero
- La predicción de los precios futuros de los activos no es siempre precisa (representa una forma de eficiencia débil).
- Los precios de los activos siempre reflejan rápidamente toda nueva información disponible (representa la eficiencia semifuerte).
- Los inversores, a menudo, no pueden tener un rendimiento mayor en el mercado (representa la eficiencia fuerte).

#### Evidencia de ineficiencia en el mercado financiero
- Hay una gran cantidad de literatura en finanzas académicas que aborda el efecto momentum, identificado por Jegadeesh y Titman.[6][7] Las acciones que han tenido un  desempeño relativamente satisfactorio (o deficiente) sobre los últimos 3 a 12 meses continúan con el desempeño satisfactorio (o deficiente) sobre los siguientes 3 a 12 meses. La estrategia momentum es la posición larga de los ganadores recientes y la posición corta de los perdedores recientes, y produce retornos promedio positivos ajustados al riesgo. Al basarse simplemente en los retornos históricos de las acciones que están en función de los precios históricos (los dividendos se pueden ignorar), el efecto momentum produce una fuerte evidencia en contra de la forma de eficiencia débil del mercado y se ha observado en los retornos de las acciones de la mayoría de los países, en los retornos de la industria, y en los índices nacionales de mercado de renta variable. Además, Fama ha aceptado que el momentum [8] es la anomalía principal .[9][10]
- Efecto enero (en el mercado se producen  patrones y fluctuaciones  repetidas y predecibles de precios)
- Caídas del mercado de valores,[11] Burbujas Económicas y Burbujas Crediticias.
- Inversores que a menudo sobrepasan los resultados en el mercado, como Warren Buffett, inversores institucionales y las empresas que negocian con sus propias acciones.[12]
- Algunos precios del mercado de crédito de consumo no se ajustan a los cambios legales que afectan pérdidas futuras

### Conclusión
La eficiencia del mercado financiero es un tema importante en el mundo de las finanzas.  Mientras la mayoría de los financieros cree que los mercados no son eficientes en el sentido absoluto, ni tampoco extremadamente ineficientes, muchos discrepan en qué parte de la línea de eficiencia caen los mercados mundiales.